# Beautycase

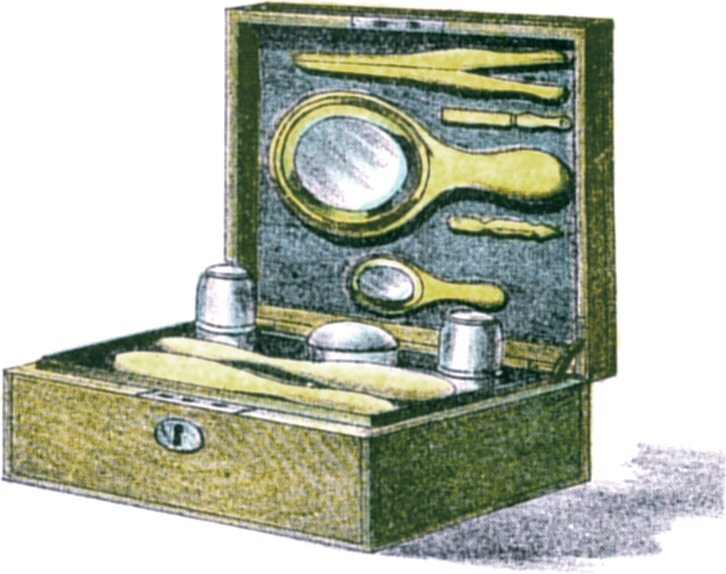
Beautycase uit 1866.

Een beautycase (Engels voor schoonheidskistje) is een koffertje met meestal voornamelijk make-up spullen. Ook andere snuisterijen kunnen er echter in worden bewaard. Het wordt meestal beschouwd als zeer privé. Ze worden meestal door vrouwen gebruikt.
Beautycases zijn er in vele soorten en maten. Vaak wordt gezegd dat geen vrouw zonder kan. Een beautycase gaat vaak mee op vakantie, omdat deze handig en klein is en alle benodigde make-upspullen erin kunnen. Een beautycase is vaak onderdeel van een kofferset.

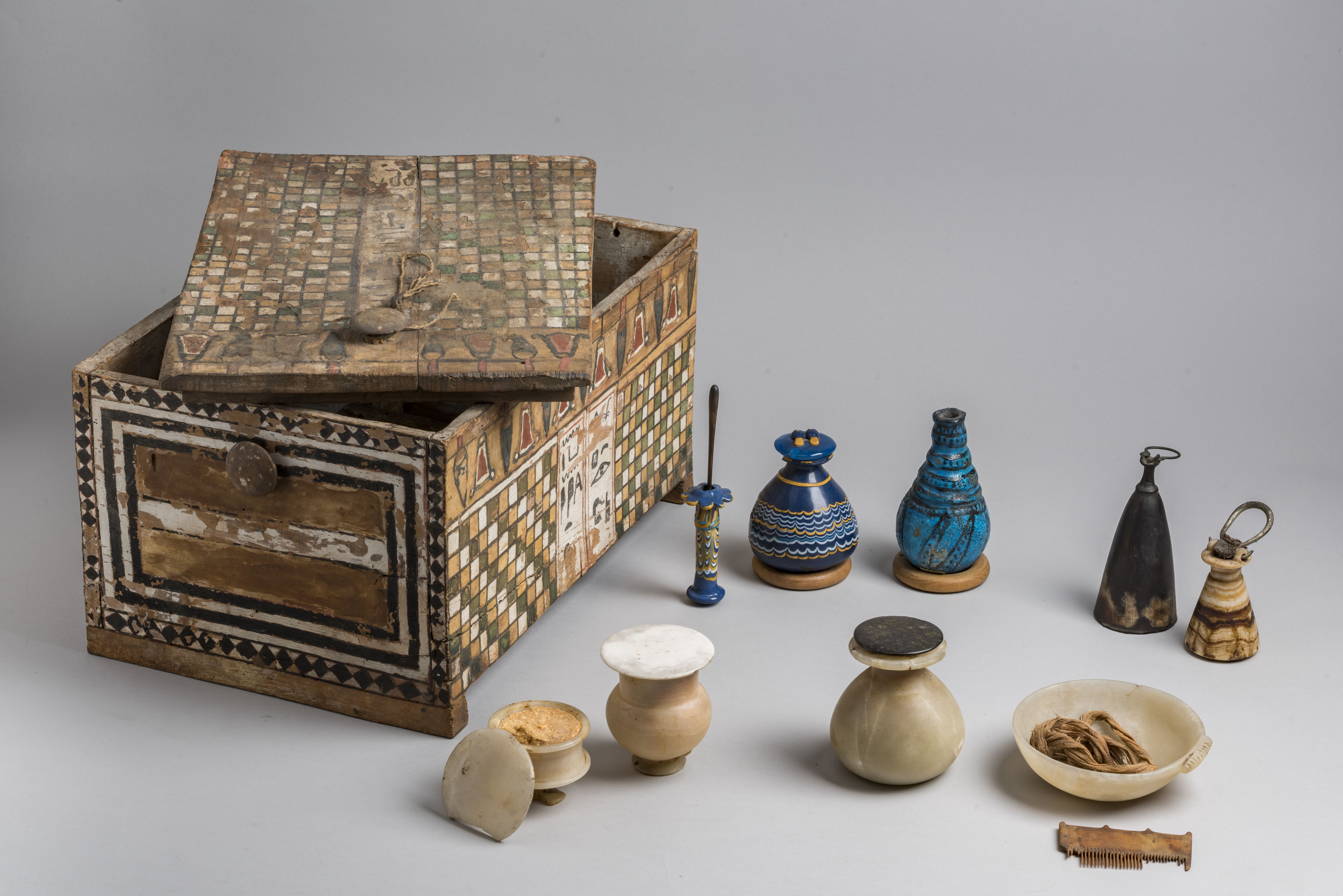